# Baoni

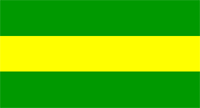
Bandera

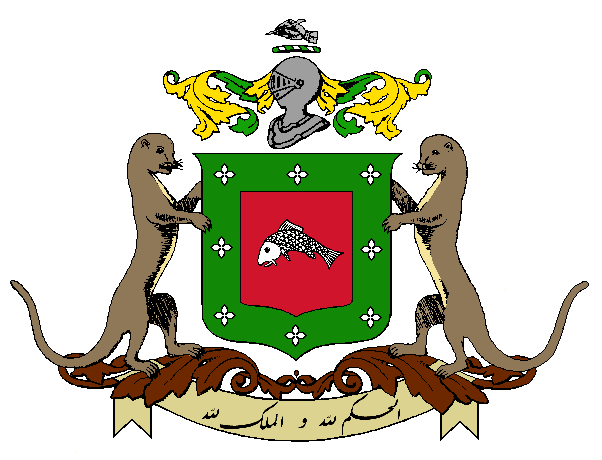
Escut

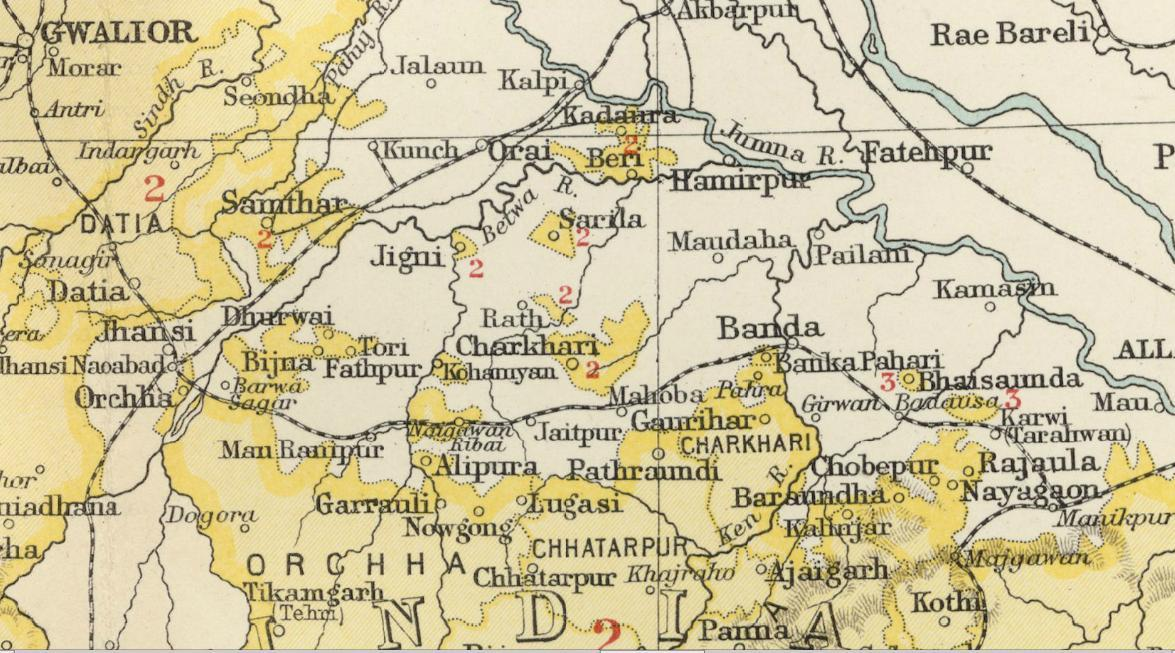
Baoni (Kadaura) a un mapa de l'Imperial Gazetteer of India

Baoni (o Kadaura) fou un petit estat tributari protegit a l'Índia central, a l'agència de Bundelkhand avui a Madhya Pradesh.
Tenia una superfície de 313 km² i una població el 1881 de 17.055 habitants, el 1891 de 18.441 i el 1901 de 19.780, més de 17000 hindús. Limitava al nord amb el districte de Cawnpore, a l'oest el districte de Jalaun; i al sud i est amb el districte d'Hamirpur (tots de les Províncies Unides). El seu nom derivaria de "bawan" (cinquanta-dos) que fou el nombre de pobles concedits al sanad original de 1784. La capital era Kadaura.
Fou fundat el 1784 per una branca de la dinastia Asaf Jah de nizams de l'Estat de Hyderabad i els sobirans portaven el títol de nawab. El fundador fou Imad al-Mulk Ghazi al-Din Khan, net d'Asaf Jah el nizam d'Hyderabad i wazir de l'Imperi Mogol, que va fer un tracte amb el peshwa maratha que li va cedir un jagir de 52 pobles prop de Kalpi. El domini britànic es va establir el 1801 i Nasir al-Dawla Jafrang dominava llavors 49 poble doncs tres havien estat confiscats per oficials marathes; el nawab va demanar la restitució d'aquestos pobles el 1806 i després d'algunes discussions sobre la validesa de la cessió del peshwa, li foren reintegrats i reconeguts la resta (24 de desembre de 1806). El 1857 el sobirà Muhammad Husain Khan i el seu fill Mahdi Hasan Khan van salvar la vida de diversos europeus amb risc de la pròpia i això els fou agraït el 1862 amb un sanad d'adopció en cas d'extinció de la família i el 1863 se li van donar a Mahdi diversos títols el 1863 i el salutació permanent d'11 canonades i títol d'asltessa reial el 26 de juny de 1867. El 1874 el nawab, que estava malalt, va demanar l'administració dels britànics, que la van tenir fins al 5 d'octubre de 1883 quan va abdicar en el seu fill Muhammad Hasan Khan, que va rebre els poders el 23 de febrer de 1884 i que després de cedir unes terres per construir un canal al Betwa (1884) va rebre els títols d'Azam al-Umra, Fakhr al-Daula, Main al-Mulk, Saheb-i-Jan, Mihin Sardar, Bahadur Khan i Zafar Jang. Va morir de còlera el 1893 mentre era en peregrinació a la Meca, i el seu fill de 6 anys de nom desconegut va morir també a la Meca al cap de poc (2 d'agost de 1894) i el va succeir un nebot (reconegut el mateix dia 2 d'agost però amb efectes del 27 de juny quan havia mort el nawab (sense reconèixer per tant al fill difunt com a sobirà), sota superintendència britànica fins a la seva majoria el 1902 i fou investit l'1 de gener de 1903. Els seus títols eren Azam-ul-umara, Sahib Jah, i Mihin Sardar Nawab, i tenia dret a salutació d'onze canonades. El darrer governant Muhammad Mushtaq al-Hasan va signar el document d'accessió a l'Índia el 15 d'agost de 1947 i va seguir governant l'estat al que va incorporar a la Unio d'Estats de Vindhya Pradesh el 2 d'abril de 1948 i va restar al front de l'estat fins al 31 de desembre de 1949.

## Llista de nawabs
- Imad al-Mulk Ghazi al-Din Khan 1784-1800 (+1 de setembre de 1800)
- Nasir al-Dawla Jafrang 1800-1815 (fill, + 11 de maig de 1815)
- Amir al-Mulk 1815-1838 (fill, + 18 d'octubre de 1838)
- Muhammad Husain Khan 1838-1859 (fill, + 18 d'agost de 1859)
- Imad al-Dawla Mahdi Husain Khan 1859-1883 (fill, + 21 de desembre de 1895)
- Muhammad Hasan Khan Bahadur 1883-1893 (+ 27 de juny de 1893)
- Riaz al-Hasan Khan 1893-1911 (+27 d'octubre de 1911)
- Muhammad Mushtaq al-Hasan Khan Bahadur 1911-1949 (+1977)

La successió de Riaz al-Hasan Khan fou de la manera següent:
- Mahdi Hasan Khan 1859-1883
- Abdullah Husain Khan Bahadur (germanastre, va reclamar la successió el 1859, +1894)
- Ali Hasan Khan (germà dels anteriors); fills:
  - Azam ul-Umara Main al-Mulk Nazim ud-Daula Nawab Riaz al-Hasan Khan Bahadur Shaukat Jang Sahib-i-Jah Mihin Sardar, nawab 1893-1911
  - Hadi Hasan Khan Bahadur (+ 5 de febrer de 1902)
  - Dues filles

## Bandera
La bandera era rectangular horitzontal, dividida en tres franges iguals: la superior i la inferior verdes i la del centre groga.